# Evaristo Viñuales Larroy
Evaristo Viñuales Larroy (Lagunarrota, Peralta de Alcofea, 22 de junio de 1913 - Alicante, 1 de abril de 1939) fue un maestro y anarquista aragonés.

## Biografía
Viñuales nació en una familia muy religiosa y educada: el padre y la tía, Evaristo Viñuales Escartín y Gregoria, eran maestros de la Escuela Normal de Huesca. Tras la temprana muerte de su padre, que ocurrió el 15 de agosto de 1928 a los 45 años, el joven Evaristo completó sus exámenes para convertirse, siguiendo la tradición familiar, en maestro. Sus compañeros de estudios fueron, entre otros, los anarquistas Francisco Ponzán Vidal y Miguel Chueca Cuartero, todos ellos alumnos del maestro Ramón Acín Aquilué.
El 1931, con la proclamación de la Segunda República Española, se unió a la Confederación Nacional del Trabajo. Por sus actividades sindicales y libertarias fue arrestado varias veces: en febrero de 1932, en abril de 1933 en la huelga general de noviembre de este año, a finales de 1934, cuando fue condenado a dos años de prisión en Alcalá de Henares. Después de las elecciones generales españolas de 1936 Viñuales Larroy fue puesto en libertad condicional y volvió a trabajar inmediatamente. Fundó, junto con sus compañeros Eusebi Carbón y Carbón y Jaume Balius y Mir, el semanario de teoría libertaria "Más Lejos". Entre los colaboradores de la revista estaban Josep Peirats Valls, Frederica Montseny, Amparo Poch y Gascón, Alexander Schapiro, Emma Goldman y Jaume Balius y Mir.
Por diciembre Viñuales Larroy participó en el II Consejo Regional de Defensa de Aragón como consejero de información y Propaganda: en este cargo lo ayudaron Félix Carrasquer Launed y juntos fundaron la Escuela de Militantes Libertarios de Aragón. Por julio de 1937, como secretario del Comité Regional de Grupos Anarquistas de Aragón, tomó parte en el encuentro peninsular de la Federación Anarquista Ibérica. A este periodo pertenecen sus colaboraciones con diarios libertarios "Cultura y Acción", "Titán"  y "Nuevo Aragón".
La destrucción de la colectivización llevada a cabo sistemáticamente por las tropas comandadas por Enrique Líster empujó a Viñuales y a su compañero y amigo Máximo Franco Cavero a unirse a la 127.ª Brigada Mixta, antigua Columna Roja y Negra. Nombrado capitán, luchó en la columna hasta el final. Cuando era evidente la derrota, con las tropas franquistas avanzando y las tropas republicanas en total retirada, Viñuales y Cavero decidieron que no acabarían a manos de los fascistas. Ambos amigos se suicidaron el 1 de abril de 1939, disparándose mientras se daban la mano. «Esta es nuestra última protesta contra el fascismo», dijo Evaristo antes de estrechar el gatillo.
La compañera de Evaristo Viñuales Larroy, Lorenza Sarsa Hernández, consiguió cruzar los Pirineos, junto con su hija, Zeïka Sonia (nacida el 22 de noviembre de 1938). La Gestapo las capturó pero fueron liberadas años después por la intervención del grupo de resistencia de Francisco Ponzán Vidal.